# 八角楼寨
八角楼寨，位于中国广东省潮州市潮安区铁铺镇八角楼村，为潮州市潮安区文物保护单位，类型为古建筑，公布时间为2006年4月。
八角楼寨的历史年代为清代。